# Прадіп Кумар Банерджі
Прадіп Кумар Банерджі (бенг. প্রদীপ কুমার ব্যানার্জি; 15 жовтня 1936, Джалпайгурі, Західний Бенгал, Індія — 20 березня 2020) — індійський футболіст і тренер. Чотири рази визнавався найкращим футболістом Індії (1957, 1959, 1962, 1963).
У складі національної збірної виступав з 1955 по 1967 рік. Учасник футбольних турнірів на Олімпійських іграх в Австралії (1956) й Італії (1960). 29 серпня 1960, на стадіоні «Олімпіко Комунале» в Гроссето, індійська команда сенсаційно зіграли внічию з потужною збірною Франції (1:1). Прадіп Кумар Банерджі на 71-й хвилині відкрив рахунок у тому матчі.
Переможець Азійських ігор 1962 року в Джакарті. Брав участь у турнірах, які проходили у Токіо (1958) і Бангкоку (1966). Всього за збірну Індії провів 84 матчі, 65 забитих м'ячів.
Тривалий час був головним тренером національної команди. Під його керівництвом збірна виступала на Олімпіаді-72 у Мюнхені. Очолював клуби «Мохун Баган» і «Іст-Бенгал». У 1991—1996 роках був технічним директором футбольної академії ТАТА. Працював спортивним коментатором на телебаченні.
За версією IFFHS займає 13-е місце серед найкращих футболістів Азії XX століття.

## Титули і досягнення
- Переможець Азійських ігор: 1962